# Stora tågrånet
Stora tågrånet kallas det tågrån som genomfördes den 8 augusti 1963 av ett gäng yrkeskriminella engelsmän, bland andra Buster Edwards och Ronnie Biggs. Själva brottet bestod i att posttåget mellan Glasgow och London stoppades ute på den engelska landsbygden för att sedan rånas. Bytet blev 2,6 miljoner pund (i 2009 års penningvärde drygt 380 miljoner kronor). 
Ronald Biggs dömdes 1964 till 30 års fängelse, men lyckades fly året därpå och var på flykt i Panama, Paris, Australien och till sist Brasilien men valde på grund av sviktande hälsa att återvända till England där han greps och fängslades omedelbart. Han benådades 2009. En kuriositet är Biggs framträdande på en grammofonskiva tillsammans med Sex Pistols.
Stora tågrånet filmatiserades av Peter Yates i filmen Robbery (1967). Historien om Buster Edwards filmatiserades med Phil Collins i titelrollen Buster (1988).